# Mjagmaryn Delgerchüü
Mjagmaryn Delgerchüü (mongolisch Мягмарын Дэлгэрхүү, wiss. Transliteration Mjagmaryn Dėlgėrchüü; geb. 21. September 1996) ist ein mongolischer Schwimmer. Er vertrat die Mongolei bei den Olympischen Sommerspielen 2020 in Tokio.

## Karriere
Mjagmaryn Delgerchüü trat erstmals bei den Schwimmweltmeisterschaften 2017 in Budapest in einem internationalen Wettbewerb an. Er schwamm die 50 m Schmetterling. 2019 vertrat er die Mongolei bei den Schwimmweltmeisterschaften 2019 in Gwangju, Südkorea. Er kam auf Rang 72 im Wettbewerb über 50 m Freistil. Im Wettbewerb über 100 m Freistil kam er auf Rang 92.
Bei den Olympischen Sommerspielen 2020 trat er im Wettkampf über 50 m Freistil an. Er belegte den 48. Platz.